# Rhipsalis goebeliana
Rhipsalis goebeliana ist eine Pflanzenart in der Gattung Rhipsalis aus der Familie der Kakteengewächse (Cactaceae). Das Artepitheton goebeliana ehrt den deutschen Botaniker Karl von Goebel.

## Beschreibung
Rhipsalis goebeliana wächst epiphytisch mit hängenden Trieben von unbegrenztem Wachstum. Die Triebe sind zweigestaltig. Die leuchtend grünen, schmalen Haupttriebe sind an ihrer Basis drehrund und darüber abgeflacht. Sie verjüngen sich zu ihrer Basis, besitzen eine deutliche Mittelrippe und sind an den Rändern seicht gezähnt. Die schmal länglichen Seitentriebe sind leicht verjüngt und etwas wellig. Sie sind 8 bis 13 Zentimeter lang und 1,5 bis 3 Zentimeter breit.
Die etwas rosafarbenen bis weißen Blüten sind bis zu 1 Zentimeter oder mehr lang und weisen Durchmesser von 1,5 Zentimeter oder mehr auf. Die weißen Früchte sind gelegentlich rosafarben überhaucht. Die Art ist nur ungenügend bekannt.

## Verbreitung und Systematik
Rhipsalis goebeliana ist in den bolivianischen Departamentos La Paz und Cochabamba im Tiefland in Höhen von  200 bis 250 Metern verbreitet.
Die Erstbeschreibung erfolgte 1957 durch Curt Backeberg.

## Nachweise